# الزريبة (المخادر)

تعديل مصدري - تعديل

الزريبة هي إحدى قرى عزلة السحول بمديرية المخادر التابعة لمحافظة إب، بلغ تعداد سكانها 201 نسمة حسب تعداد اليمن لعام 2004.